# Crambus diarhabdellus
Crambus diarhabdellus là một loài bướm đêm trong họ Crambidae.